# Love Quinn
Love Quinn es un personaje ficticio de la saga de libros You, escritas por Caroline Kepnes y su adaptación televisiva del mismo nombre, donde es interpretada por la actriz estadounidense Victoria Pedretti. Presentada en 2016 en Hidden Bodies, Love es miembro de la familia Quinn, una familia adinerada de Los Ángeles además de ser una aspirante a actriz. Love apareció brevemente en el libro You Love Me de 2021. En la versión televisiva aparece por primera vez en el primer episodio de la segunda temporada.
En la serie ella revela ser igual de psicópata que Joe, ellos se casan y tiene junto a su hijo en Madre Linda. Love logra tener una obsesión más grande que Joe, y comienza a tener impulsos matando gente sin pensarlo. Al final ella se da cuenta de sus errores y llega a la conclusión que para poder cambiar debe matar a Joe, ella intenta matarlo, pero Joe la mata antes. La actuación de Pedretti fue bien recibida por los críticos y el público, alabando también su singular estilo de moda.

## Desarrollo y caracterización
| Ella es muy protectora con la gente que ama; lo haría todo para protegerlos. Valora la vida de otros, y ha estado protegida por los privilegios de no tener que asumir las responsabilidades por sus acciones…Así que sí, no sentí que tuviera que cambiar nada. Sentí que todo se adaptó bien —Pedretti para Vanity Fair sobre el final de Love en la segunda temporada. |

En febrero de 2016, Hidden Bodies; secuela del libro de 2014, You; que son escritos por Caroline Kepnes, se estrenó. Love fue introducida en la secuela como el nuevo interés de Joe Goldberg. Posteriormente aparece brevemente en el libro You Love Me (2021) secuela de Hidden Bodies; donde ella tiene a su hijo pero no ve a Joe después de que este sale de prisión. Después del estreno de You en 2018 por Lifetime, la empresa renovó para una segunda temporada en julio de 2018. La segunda temporada se baso en el libro Hidden Bodies. El 3 de diciembre de 2018, se confirmó que Lifetime había dejado la serie y que Netflix la retomó antes del lanzamiento de la segunda temporada. El 30 de enero de 2019, se anunció que Victoria Pedretti había sido elegida para el papel principal de Love. Pedretti originalmente había hecho una audición para el papel de Guinevere Beck antes del rodaje de la primera temporada en 2017. Aunque el papel más tarde fue para Elizabeth Lail, Pedretti fue elegida en la temporada siguiente después de que los showrunners vieron la actuación de la actriz en The Haunting of Hill House de Netflix y a los directores de casting les gustó su química con Penn Badgley. Pedretti señalo que el nombre de Love «tiene un sentido retorcido de lo que es el amor». Hablando para Build, Pedretti señalo que se sintió decepcionada por que Love se convirtiera en una asesina en la serie igual que Joe, diciendo que «cuando crees en un personaje quieres que hagan el bien en el mundo pero, como todos sabemos, las personas a veces hacemos cosas malas y dañamos a otras personas»; aunque su opinión fue más mixta cuando hablo para Vanity Fair. También hablo del final de la serie con Entertainment Weekly, diciendo: «Realmente interrumpe su relación. Quiero decir, claramente, con el “Hey, tú” al final. Odiaba ver eso. Me sentí muy mal por ella. Después de todo lo que ella pasa, nada es suficiente, pero ese es él. Nunca está satisfecho». La segunda temporada se estrenó en Netflix, el 26 de diciembre de 2019.
Tras el éxito de la segunda temporada, Netflix confirmó que You fue renovado para una tercera temporada el 14 de enero de 2020. Las dos primeras temporadas se basaron libremente en los libros You y Hidden Bodies. Un tercer libro escrito por Kepnes se publicó el 6 de abril de 2021, pero no está claro hasta qué punto la trama de esa novela influiría en la tercera temporada de You. Cuando se le preguntó sobre la temporada que sigue a la trama del tercer libro en una entrevista con FilmInk, Sera Gamble respondió que «podrás ver los paralelos cuando leas el libro. Pero en el transcurso de la segunda temporada, Joe y Love fue en algunas direcciones diferentes a los libros de Caroline. Cuanto más tiempo existe un programa de televisión junto con un libro o una serie de libros, más divergen». Pedretti volvió a interpretar a Love, que está embarazada de Joe cuando termina la segunda temporada. Tras la muerte de Love en el final de la tercera temporada, Pedretti le dijo a Entertainment Weekly que le «fue bastante loco ver la forma real en que iba a morir», además de que le pareció un reto actoral. La tercera temporada se estrenó en Netflix, el 15 de octubre de 2021. Después del estreno de la tercera temporada, Sera Gamble showrunner de la serie dijo para Collider que desde el inicio se sabía que Pedretti solo estaría en dos temporadas, diciendo: «Siempre tuvimos en mente que sería un arco de dos temporadas». Pedretti hablo de su salida de la serie para TVLine: «Fue increíblemente desafiante morir como este personaje. Nunca he habitado un personaje durante tanto tiempo, así que fue muy emotivo.[...] Sabía que iba a morir al final de la temporada desde muy temprano. Sabía que no estaría en la serie pasadas dos temporadas, así que asumí que iba a morir».

## Biografía ficticia en la serie

### Primeros años
Love creció con su hermano gemelo Forty. A medida que crecían, Love siempre había despreciado a sus padres por ser "demasiado ensimismados". Cuando la niñera de Forty intentó abusar de él, ella la asesinó, incriminó a Forty y la familia Quinn hizo que pareciera un suicidio. Love comenzó a crearse una sobreprotección hacia Forty después de ese evento. Años después, Love conoce a James Kennedy (Daniel Durant), los dos se enamoran y se casan. Después de casarse, comienzan a tener conflictos que crecen más cuan James revelara tener una enfermedad. Luego, Love asesina accidentalmente a James al usar acónito pero lo hace pasar como un accidente.

### Temporada 2

#### El nuevo interés
Love conoce a Will cuando esta en la tienda de su familia Anavrin, ella se siente atraída por el, comienza una conversación y se entera de que es un nuevo empleado de la tienda. Ella lleva a Will a un recorrido gastronómico por la ciudad y muestra atracción por este aunque el la evade. Love decide ser frontal con Will, besándolo, algo que el acepta luego de enterase que es viuda. Love invita a Will a que conozca a sus amigos, inicialmente acepta pero luego le dice que no podrá ir, mintiendo sobre ocupaciones que Forty (James Scully) le dio. Love descubre la mentira de Will y lo confrontan; ellos acaban decidiendo ser amigos, además de recomendarle que supere a su ex. Will no puede reconectarse con Love, quien discute con Forty de sus profesiones. Cuando Forty tiene una recaída de las drogas, Will lo lleva a su casa; Love va con ellos y acaban teniendo sexo con Will mostrándole un lado más similar al que tiene Will oculto.

#### La novia de Will
Forty interfiere en la relación de Love y Will. Ella hace que Will conozca a sus amigos, y este logra caerles bien. Love acompaña a su hermano a un viaje fuera de la ciudad, en donde estos conocen a Amy Adam, quien en realidad es Candace Stone (La exnovia de Joe, quien el creyó haber matado). Después de regresar del viaje con Forty, los padres de Love hacen un evento por su aniversario; a lo que Love decide invitar a Will. Love presenta a Will con Amy; que la presenta como la novia de Forty. Después de una nueva recaída de Forty, Love acaba teniendo un altercado con Dottie (Saffron Burrows), su madre, quien responde asestándole dos puñetazos. Luego de esto Will consola a Love, quien le revela el abuso que sufrió Forty de niño y como sus padres la presionaban. Ellos acaban besándose y diciendo que se aman, a través de un término inventado por ambos " Yo te lobo "

#### Will es Joe
Love junto a Will, Forty, Amy y sus amigos asiste al funeral de Henderson (Chris D'Elia). Tras regresar del funeral Love revela que también es su aniversario con James, su marido difunto; y ella tiene recuerdos de él. Después de que Will no llega a su cita con Love, ella tiene una discusión con el; además le revela que desconfía de Amy y la esta investigando. En la discusión, Love tiene más recuerdos de James. Ella acaba decidiendo que dejara su investigación de Amy, pero posteriormente, el detective le revela que la verdadera identidad de Amy es Candace Stone (Ambyr Childers). Cuando Love va a decirle a Will la verdad de Amy, ella ve como esta entra al apartamento de Will y la confronta. Candace le revela a Love que Will en realidad es Joe Goldberg (Penn Badgley) y que es su exnovio. Love no cree en Candace cuando esta le dice que él la atacó y mató a su ex. Love chantajea a Candace y la obliga a alejarse de ellos. Cuando Will vuelve a su apartamento, ve a Love quien lo confronta. El le revela su identidad, pero la engaña sobre el verdadero pasado que tiene con Candace y Guinevere Beck (Elizabeth Lail). Love termina con Joe, y vuelve a tener recuerdos dolorosos de su difunto esposo. Love comienza a salir con Milo (Andrew Creer). Love habla con Joe sobre su intento de buscar chicas por app, y lo menosprecia. Después de una pelea entre Milo, Joe y Forty; Love termina con Milo.

#### Todo por amor
Love encuentra una carta de despedida de Joe. Dottie le pide a Love que cene con ella para tener una mejor relación. En la cena, Love encara a Dottie sobre lo falsa que es su familia. Ella ve a Joe y le pide que cene con el. Ella acaba vomitando en la conversación y Dottie se la lleva. Las dos acaban reconciliándose. Después de visitar a Joe, Love se queda a cuidar a Ellie Alves (Jenna Ortega). Tras recibir un mensaje de Joe, Love va a su lugar de encuentro con el; pero recibe una sorpresa al ver a Candace en ese lugar y a Joe encerrado en la bóveda junto al cuerpo de Delilah (Carmela Zumbado), hermana de Ellie. El le revela que la asesino además de todos sus crímenes. Love sale desconsolada del almacenamiento, Candace va detrás de ella para consolarla; pero para sorpresa de Candace; Love la  apuñala en el cuello con una botella de vidrio rota; matándola y vuelve con Joe; revelando también su verdadera naturaleza.
Ella le cuenta que fue quién asesinó a la niñera de Forty cuando eran jóvenes y que le hizo creer a sus padres que el culpable había sido su hermano, y que se enamoro de Joe desde que lo vio por primera vez. Le dice que ella hizo que el se enamorara de él; además de que investigo meticulosamente su pasado. También se da a la luz que ella terminó con la vida de Delilah tras verla como una amenaza para "su familia en formación". Love le cuenta el plan que tiene para inculpar a Ellie sobre la muerte de Henderson, y hacer creer a las autoridades que Delilah se suicidó. Love decide dejar a Joe en la bóveda tras su desconfianza ante ella. Ella vuelve a visitar a Joe y se da cuenta de que sigue desconfiando de ella. Joe logra engañar a Love para que le abra la bóveda, en ese momento el intenta matarla pero ella le revela que esta embarazada de él. Posteriormente, Love y Joe van a la boda de las amigas de Love; en donde ellos deciden seguir juntos. Forty los cita a ambos para hablar de la verdad. Love intenta calmar a Forty; sin éxito. Luego Joe llega y Forty intenta matar a Joe al apuntarle con un revólver en la frente, pero cuando él estaba a punto de hacerlo, llega el policía Fincher que salva a Joe y asesina a Forty para que la situación no terminara en una "tragedia". Love, al ver a su hermano sin vida, llora desconsoladamente y Joe va tras ella para consolarla. Al final, Love y Joe se mudan a Madre Linda a tener a su hija. Área en el cual, se desarrollarán los hechos vistos en la próxima temporada.

### Temporada 3

#### Los Quinn-Goldberg
Love y Joe tendrán que adaptarse a la vida de padres. Love junto a Joe conoce en una cafetería a Sherry Conrad (Shalita Grant). Love y Joe van a la fiesta de Sherry. Love escucha como Sherry y sus amigos hablan mal de ella y luego conoce más a Natalie Engler (Michaela McManus), su vecina; que hace que Love decida abrir su panadería. Love descubre la caja de Joe donde guarda pertenencia de sus obsesiones, hay ella encuentra algo de Natalie descubriendo que ella es la nueva obsesión de Joe. Ella llama a Natalie para que vean el local de su panadería, y en un momento de celos; Love mata a Natalie. Ella le pide a Joe que la ayude a encubrir la muerte de su vecina. Love conoce a Theo (Dylan Arnold) quien le coquetea. Luego, Love y Joe hable su panadería, y ellos ponen la bóveda de Joe en el sótano. Love descubre que Theo es hijo de su vecino, Matthew Engler (Scott Speedman) y por ende hijastro de Natalie. 
Theo vuelve a coquetear con Love en su panadería, pero ella refuta sus insinuaciones. Más tarde, Henry contrae sarampión. Love y Joe deciden incriminar a Matthew. Aunque fracasan. Mientras Henry se recupera, Joe y Love deciden no incriminar a Matthew. Al día siguiente, Gil, un vecino, le revela a Love que Henry contrajo sarampión de sus hijas gemelas y que tanto él como su esposa son antivacunas. Cuando se va, Love lo golpea hasta dejarlo inconsciente. Love y Joe encierran a Gil en la bóveda en el sótano de la panadería. Love recluta al ejecutor de los Quinn para investigar la vida de Gil y descubre que su hijo es un depredador sexual; lo confrontan y el se siente disgustado haciendo que se suicide. Joe y Love deciden incriminar a Gil por la muerte de Natalie. Theo besa a Love después de una sincera conversación entre ellos en la panadería. 

#### El joven romántico
Theo llama a Love desde la estación de policía por un incidente. Theo luego invita a Love a montar en scooter con él y terminan teniendo sexo. Dottie le da consejos Love. Love compra una prueba de embarazo y le envía mensajes a Forty como si fuera una persona viva, confesando que podría estar embarazada del bebé de Theo. Love asiste a un evento de Dottie, donde se le quita el susto del embarazo. Alucina con Forty, lo que la hace tener una epifanía sobre su vida. Theo advierte a Love que Matthew está espiando a todos en Madre Linda. Ella decide mantener a Theo cerca para obtener más información de Matthew. Love intenta sin éxito condimentar las cosas con Joe, lo que la lleva a tener sexo de rebote con Theo. En una recaudación de fondos, Love conoce a Marienne Bellamy (Tati Gabrielle). Sherry le dice a Love que ella y Cary (Travis Van Winkle) se sienten muy atraídos por ella y Joe y que deberían intentar llevar su relación a otro nivel. Dottie es apartada por Love de la vida de su familia por sus descuidos con Henry. Love discute la propuesta de Sherry con Joe.

#### La pareja perfecta
Joe y Love de reunirse con los Conrad y estos les presentan un acuerdo de confidencialidad. Joe y Love invitan a los Conrad a su encuentro sexual. Love se da cuenta de que Joe tiene a alguien más que ella en su mente mientras tiene relaciones sexuales con Sherry, lo que lleva a una discusión que hace que Love, revele en voz alta que ella mató a Natalie. Los Conrad intentan huir de la casa, pero Joe y Love los dominan y los ponen en la jaula. Theo le dice a Love que se escape con él, creyendo que Joe es un marido violento al ver el metraje de una discusión anterior entre Love y Joe y se ofrece a conseguirle a Love una copia del metraje, que Love acepta. Sherry intenta vincularse con Love para que ella y Cary sean liberados de la jaula. Love descubre que Joe tiene el arma de Cary, les da el arma a los Conrad y les dice que dejaría que uno de ellos caminara libre mientras el otro muera. Love encuentra a Theo en la panadería, se entera de lo que vio y lo golpea con un extintor.

#### El problema es mi marido
Love le confiesa a Joe que atacó a Theo y que él está en el sótano de la panadería. También habla de comenzar un nuevo capítulo en la vida de ella y de Joe al tener un nuevo bebé. Love descubre la camiseta ensangrentada de Joe y se da cuenta de que Marienne es con quien Joe está obsesionado. Love se lleva a Henry de la residencia de Dante y Lansing. Love prepara una cena especial para ella y Joe, donde ella lo confronta por todo el asunto de Marienne mientras Joe pide el divorcio y la confronta por la misteriosa muerte de James. Love deja la mesa para atender a un Henry llorando. Ella regresa y le revela que mato accidentalmente a James. También revela que sabía que Joe agarraría un cuchillo y envenenó su mango, dejándolo paralizado. Love le pide a Marienne que venga a su casa y luego va a dejar unos pedidos de Kiki (Shannon Chan-Kent). Love regresa y se enfrenta a Marienne y le revela que Joe mató a Ryan (Scott Michael Foster), solo para pensar en matarla cuando la hija de Marienne interrumpe su discusión. Marienne le aconseja a Love que deje a Joe y que escuche a la vos en su interiore. Love recapacita sus acciones tras las palabras de Marienne, saca la conclusión de que sus actos son imperdonables, y que Joe es el problema en su relación. Ella decide matarlo, pero él le inyecta acónito, revelando que él sabía sobre el veneno todo el tiempo y tomó el antídoto de antemano, sabiendo que ella intentaría usarlo en él. Love antes de morir se pide a Joe que piense en Henry. Joe escenifica un asesinato-suicidio, escribiendo la nota de suicidio de Love confesando todos los asesinatos y prendiendo fuego a la casa. En una narración contemporánea al incendio de la casa, Joe confiesa que Love se convirtió en una especie de heroína popular.

## Biografía ficticia en los libros
Joe conoce a Love después de haber perseguido a su exnovia, Amy Adam hasta Los Ángeles. Love es una aspirante a actriz. Love se enamora inesperadamente de Joe, y este comete muchos crímenes no solo a su nombre, sino también aparte. Después de un tiempo Love descubre lo que realmente es Joe, ella no siente repulsión y aun sigue amándolo, y más por la llegada de su bebe. Forty también descubre los secretos de Joe, esto hace que salga de prisión, pero no vuelve a acercarse a Love y a su hijo por haber hecho un trato entre los padres de esta. Posteriormente, Love descubre que Joe esta saliendo con Mary Kay; ella lo cita a California diciéndole que es para que conozca a su hijo. Cuando Joe llega al lugar, Love le dispara en la cabeza y posteriormente se suicida. Para suerte de Joe, el sale ileso.